# Hotelscombined
A Hotelscombined egy szálláshelyekre specializálódott metakereső, az oldalt 2005-ben alapították Sydneyben, Ausztráliában. A Hotelscombined több mint 800.000 szálláshely árait hasonlítja össze több száz foglalási oldalról mint pl. Booking.com, Hotel.info, Ratestogo.com vagy az Expedia. Az évi több százmillió forgalmat lebonyolító Hotelscombined egymás után 2013-ban, majd 2014-ben is megkapta a világ legjobb szálláshely metakereső díjat a world travel awards gálán.

## Működése és technológiai háttér
A Hotelscombined egy metakereső, mely több mint 100 szállás foglalási oldal ajánlatait hasonlítja össze, így felhasználók a keresési feltételek beállításával egyszerre több szállás foglalási oldal ajánlatait tudják egyszerre megnézni. A látogatók számára a hozzáférés teljesen ingyenes.

## Díjak és elismerések
- TRAVELtech[3] "Az év honlapja" 2010 - 1. helyezett
- Telstra 2010 Business Awards[4] - döntős helyezés
- Deloitte Technology Fast 500 Asia Pacific[5] 2010 - 9. helyezett
- Deloitte’s Technology Fast 50[6] - 2011 - 10. helyezett
- World Travel Awards[7] 2013 - A világ legjobb szálláshely metakeresője díja
- World Travel Awards[8] 2014 - A világ legjobb szálláshely metakeresője díja